# Strom und Drang
Strom und Drang ist das sechste Studioalbum der Hip-Hop-Gruppe Fettes Brot. Es erschien am 14. März 2008 als zweites Album ihrer eigenen Plattenfirma FBS (Fettes Brot Schallplatten GmbH).
Nach eigener Darstellung will Fettes Brot mit dem Album – wie die „jungen Dichter“ des Sturm und Drang, „die durch das, was sie geschrieben haben, […] die Gesellschaft in Schwung gebracht haben“ – „die Menschen […] bewegen, [aufrütteln] und zu eigenen Gedanken anstiften“. Außerdem soll „Strom“ darauf hinweisen, dass bei dem Album „mehr mit elektronischen Elementen gearbeitet“ wurde.

## Titelliste
1. Lieber verbrennen als erfrieren – 3:10
2. Bettina, zieh dir bitte etwas an (mit Modeselektor) – 3:48
3. Das traurigste Mädchen der Stadt (mit Mieze Katz) – 3:12
4. Erdbeben – 2:44
5. Der beste Rapper Deutschlands ist offensichtlich ich – 3:39
6. Ich lass dich nicht los (mit Pascal Finkenauer) – 3:57
7. Das allererste Mal (mit Bernadette La Hengst) – 2:39
8. Schieb es auf die Brote – 2:17
9. Automatikpistole  – 3:31
10. 1 Euro Blues – 4:34
11. Hörst du mich? – 4:13

Bettina, zieh dir bitte etwas an
Die erste Auskopplung des Albums Bettina, zieh dir bitte etwas an erschien am 15. Februar 2008. Der Song thematisiert die Freizügigkeit mancher Quiz-Moderatorinnen bei Call-in-Gewinnspielen im Fernsehen. Er soll die „Pornografisierung unserer Gesellschaft“ (Dokter Renz) und den „allgegenwärtigen Sexterror“ (Björn Beton), der sich vor allem durch die Freizügigkeit in Werbung manifestiert, kritisieren.
Das traurigste Mädchen der Stadt
In dem Lied Das traurigste Mädchen der Stadt erzählt Fettes Brot, wie die Besucher einer Diskothek Gespräche über andere anwesende Personen führen und sich ihre Gedanken über sie machen. Mieze Katz von MIA., die gegen Ende des Liedes einen Rap-Part übernimmt, beschreibt dabei die Situation aus der Sicht der Person, über die sich die Menschen in der Diskothek unterhalten. Laut Fettes Brot fiel die Wahl aufgrund der „elektronischen Einflüsse“ in ihrer Musik auf Mieze Katz. Bei der Entscheidung, wie sie den Text gestaltet, wurde ihr von ihnen freie Hand gelassen. Zusätzlich bewirkte sie sogar eine Änderung im Text von Fettes Brot, der – wie Dokter Renz anmerkt – „gewaltverherrlichende Vokabeln“ enthielt. Die Textänderung wurde von Fettes Brot mit „im Nachhinein sehr gut“ kommentiert.
Das allererste Mal
Während der Arbeit an dem Liebeslied Das allererste Mal merkte Dokter Renz, dass es ein Duett wurde. Deshalb schrieb er Bernadette La Hengst, die er nicht persönlich kannte, aber deren Werk er – wie er selbst sagt – seit vielen Jahren aufmerksam verfolgt hatte, eine E-Mail mit einer Demoaufnahme des Liedes. Bernadette war von dem Lied sofort angetan. Sie beschreibt es als „euphorischer Lovesong mit Hang zum Pathos, allerdings positivem Pathos“.
Ich lass dich nicht los
Die dritte Single des Albums enthält einen Gastbeitrag von Pascal Finkenauer und ist damit nach An Tagen wie diesen der zweite Song, bei dem dies der Fall ist. Als einziges Fettes Brot-Mitglied ist Björn Beton beteiligt. Er rappt in der ersten Strophe darüber, wie er ein Mädchen im Internet kennenlernte und sie schließlich traf. In der zweiten Strophe wird jedoch klar, dass es sich nicht um Liebe, sondern um Stalking handelt. So beschimpft er ihren Freund und beklagt, dass sie ihre Nummer geändert hat.
Hörst du mich?
In diesem Song erzählen Fettes Brot in drei Strophen von Menschen, die sie in großem Maße beeinflusst und beeindruckt haben. Alle drei Personen sind mittlerweile verstorben. Die Zeilen „Und ich weiß noch genau, es lief nur Scheiß im TV“ und „(Name der jeweiligen Person der Strophe) … hörst du mich? Wir langweilen uns fürchterlich“ thematisieren den Widerspruch zwischen dem Leben und den Taten der drei und der heutigen Definition von Helden in Unterhaltungsindustrie und Gesellschaft.
Die erste Strophe handelt vom Sänger Marvin Gaye und seinem frühen Tod (Totschlag durch den Vater nach einem Streit aufgrund Gayes Kokainsucht).
Die zweite Strophe thematisiert Sophie Scholls Mut zum Widerstand gegen das deutsche Naziregime.
Mit der dritten Strophe erinnern Fettes Brot an einen Hamburger Obdachlosen, der vielen unter dem Namen „Herbert“ bekannt war. Sein vor einer Filiale der Haspa in Eimsbüttel erbetteltes Geld teilte er oft mit vorbeilaufenden Kindern um ihnen eine Freude zu machen.

## Singles
- Bettina, zieh dir bitte etwas an (15. Februar 2008)[4]
- Erdbeben (6. Juni 2008)[10]
- Ich lass dich nicht los (29. September 2008)[11]
- Das allererste Mal (27. Februar 2011)
- Lieber verbrennen als erfrieren (20. Mai 2011)

## Tour
Der Veröffentlichung von Strom und Drang ging im Dezember 2007 eine Clubtour unter dem Decknamen „Bette Frost“ (Anagramm für „Fettes Brot“) voraus, bei der das Album live vorgestellt wurde. Wie schon bei einigen Auftritten der Tour zum Vorgängeralbum Am Wasser gebaut wurde Fettes Brot dabei neben DJ exel. Pauly von einer siebenköpfigen Band begleitet. In dieser Besetzung folgte im April und Mai 2008 die Strom und Drang Tour, die im Sommer von zahlreichen Festival-Auftritten ergänzt wurde und in den Monaten November und Dezember fortgesetzt werden soll.